# Dream Team
Dream Team, engelska: drömlag, är ett lag i exempelvis idrott som består av de allra bästa spelarna man kan tänka sig. Begreppet användes från början för att beteckna USA:s herrlandslag i basket, som fick detta smeknamn inför olympiska sommarspelen 1992 i Barcelona i Spanien. Laget infriade också förväntningarna och tog guld i turneringen.

## USA:sDream Teami basket
Beslutet att tillåta helt professionella spelare delta i den olympiska basketturneringen, medförde att USA kunde ställa upp med det så kallade Dream Team - sannolikt det bästa basketlaget genom tiderna - med spelare som Michael Jordan, Magic Johnson, Larry Bird och Scottie Pippen. Laget lekte enkelt hem guldmedaljerna. Även i olympiska sommarspelen 1996, vann USA guld med sådant lag.

### Dream Team
| Namn               | Pos | Längd  | Klubblag               |
| ------------------ | --- | ------ | ---------------------- |
| Charles Barkley    | PF  | 1,95 m | Philadelphia 76ers     |
| Larry Bird         | SF  | 2,06 m | Boston Celtics         |
| Clyde Drexler      | SG  | 2,01 m | Portland Trail Blazers |
| Patrick Ewing      | C   | 2,13 m | New York Knicks        |
| Magic Johnson      | PG  | 2,06 m | Los Angeles Lakers     |
| Michael Jordan     | SG  | 1,98 m | Chicago Bulls          |
| Christian Laettner | PF  | 2,11 m | Duke Blue Devils       |
| Karl Malone        | PF  | 2,06 m | Utah Jazz              |
| Chris Mullin       | SF  | 2,01 m | Golden State Warriors  |
| Scottie Pippen     | SF  | 2,01 m | Chicago Bulls          |
| David Robinson     | C   | 2,16 m | San Antonio Spurs      |
| John Stockton      | PG  | 1,85 m | Utah Jazz              |

| Motståndare      | Resultat | Skillnad |
| ---------------- | -------- | -------- |
| Angola           | 116–48   | +68      |
| Kroatien         | 103–70   | +33      |
| Tyskland         | 111–68   | +57      |
| Brasilien        | 127–83   | +44      |
| Spanien          | 122–81   | +41      |
| Puerto Rico      | 115–77   | +38      |
| Litauen          | 127–76   | +51      |
| Kroatien (final) | 117–85   | +32      |

### Dream Team II
USA:s basketlandslag för herrar gick under smeknamnet Dream Team II när de deltog i Världsmästerskapet i basket för herrar 1994 i Ontario i Kanada.
| Namn              | Pos | Längd  | Klubblag             |
| ----------------- | --- | ------ | -------------------- |
| Derrick Coleman   | PF  | 2,08 m | New Jersey Nets      |
| Joe Dumars        | SG  | 1,91 m | Detroit Pistons      |
| Kevin Johnson     | PG  | 1,85 m | Phoenix Suns         |
| Larry Johnson     | PF  | 2,01 m | Charlotte Hornets    |
| Shawn Kemp        | PF  | 2,06 m | Seattle Supersonics  |
| Dan Majerle       | SG  | 1,98 m | Phoenix Suns         |
| Reggie Miller     | SG  | 2,01 m | Indiana Pacers       |
| Alonzo Mourning   | C   | 2,08 m | Charlotte Hornets    |
| Shaquille O'Neal  | C   | 2,16 m | Orlando Magic        |
| Mark Price        | PG  | 1,83 m | Cleveland Cavaliers  |
| Steve Smith       | SG  | 2,03 m | Miami Heat           |
| Dominique Wilkins | SF  | 2,03 m | Los Angeles Clippers |

| Motståndare      | Resultat | Skillnad |
| ---------------- | -------- | -------- |
| Spanien          | 115–100  | +15      |
| Kina             | 132–77   | +55      |
| Brasilien        | 105–82   | +23      |
| Australien       | 130–74   | +56      |
| Puerto Rico      | 134–83   | +51      |
| Ryssland         | 111–94   | +17      |
| Grekland         | 97–58    | +39      |
| Ryssland (final) | 137–91   | +46      |

### Dream Team III
USA:s basketlandslag för herrar gick under smeknamnet Dream Team III när de deltog i de olympiska sommarspelen 1996 i Atlanta i Georgia.
| Namn              | Pos | Längd  | Klubblag            |
| ----------------- | --- | ------ | ------------------- |
| Charles Barkley   | PF  | 1,98 m | Phoenix Suns        |
| Anfernee Hardaway | PG  | 2,01 m | Orlando Magic       |
| Grant Hill        | SF  | 2,03 m | Detroit Pistons     |
| Karl Malone       | PF  | 2,06 m | Utah Jazz           |
| Reggie Miller     | SG  | 2,01 m | Indiana Pacers      |
| Hakeem Olajuwon   | C   | 2,13 m | Houston Rockets     |
| Shaquille O'Neal  | C   | 2,16 m | Orlando Magic       |
| Gary Payton       | PG  | 1,93 m | Seattle Supersonics |
| Scottie Pippen    | SF  | 2,01 m | Chicago Bulls       |
| Mitch Richmond    | SG  | 1,96 m | Sacramento Kings    |
| David Robinson    | C   | 2,16 m | San Antonio Spurs   |
| John Stockton     | PG  | 1,85 m | Utah Jazz           |

| Motståndare         | Resultat | Skillnad |
| ------------------- | -------- | -------- |
| Argentina           | 96–68    | +28      |
| Angola              | 87–54    | +33      |
| Litauen             | 104–82   | +22      |
| Kina                | 133–70   | +63      |
| Kroatien            | 102–71   | +31      |
| Brasilien           | 98–75    | +23      |
| Australien          | 101–73   | +28      |
| Jugoslavien (final) | 95–69    | +26      |

## Dream Teamfrån andra länder och i andra sporter
Termen användes under 1990-talet även om Filippinernas herrlandslag i basket. Termen har även använts om landslag i ishockey i turneringar där proffs från National Hockey League kunnat delta.
I fotboll är termen mindre vanlig, eftersom flertalet stora turneringar (utom olympiska sommarspelen) länge varit öppna för spelare från de stora proffsserierna. Istället är det vanligast att termen används för landslagsturneringar som först på 1990-talet börjat använda spelare från stora proffsserier.
I slutet av 1990-talet fanns även en tävling som hette Dream Team, där man kunde välja ut ett tänkt lag i ishockey med valfria spelare, som sedan bedömdes efter prestation ute på isen i matcherna.

## Dream Teami andra sammanhang
Begreppet Dream Team har också kommit att användas i andra sammanhang, utanför idrottsvärlden. Det har till exempel använts inom företagsvärlden, när man har velat beskriva den mest önskade sammansättningen av ett arbetslag i något sammanhang.
Amerikansk media använde termen för att beskriva den advokatkonstellation som försvarade O.J. Simpson framgångsrikt i en av modern tids mest uppmärksammade rättegångar rörande morden på Simpsons före detta fru Nicole Brown Simpson och hennes vän Ron Goldman, som knivmördades den 12 juni 1994 i Brentwood i Kalifornien.